# オブリガート (ポピュラー音楽)
オブリガート (イタリア語: obbligato) は、助奏のことである。主旋律を引き立てるために演奏される短いフレーズで、曲調の変化を跨ぐ場面で特に重要となる伴奏である。「メロディーを装飾する旋律」と説明されることもある。オカズやオブリなどとも呼ばれる。ドラムスが旋律の空白部を埋める (英: fill in) ための特別なパターンを、フィル・イン、あるいは単にフィルと呼ぶ。
元来はクラシック音楽と同様に楽曲に必須とされるものだが、楽譜に“Obbligato”や“Fill in”と書くだけで演奏者に一任されることもあり、即興演奏される場合もある。